# 丹尼爾·卡特基
丹尼爾·卡特基（英語：Daniel Kottke，/ˈkɒtki/，1954年4月4日—）是史提夫·喬布斯的學院朋友和蘋果公司的早期員工之一。

## 里德學院與印度

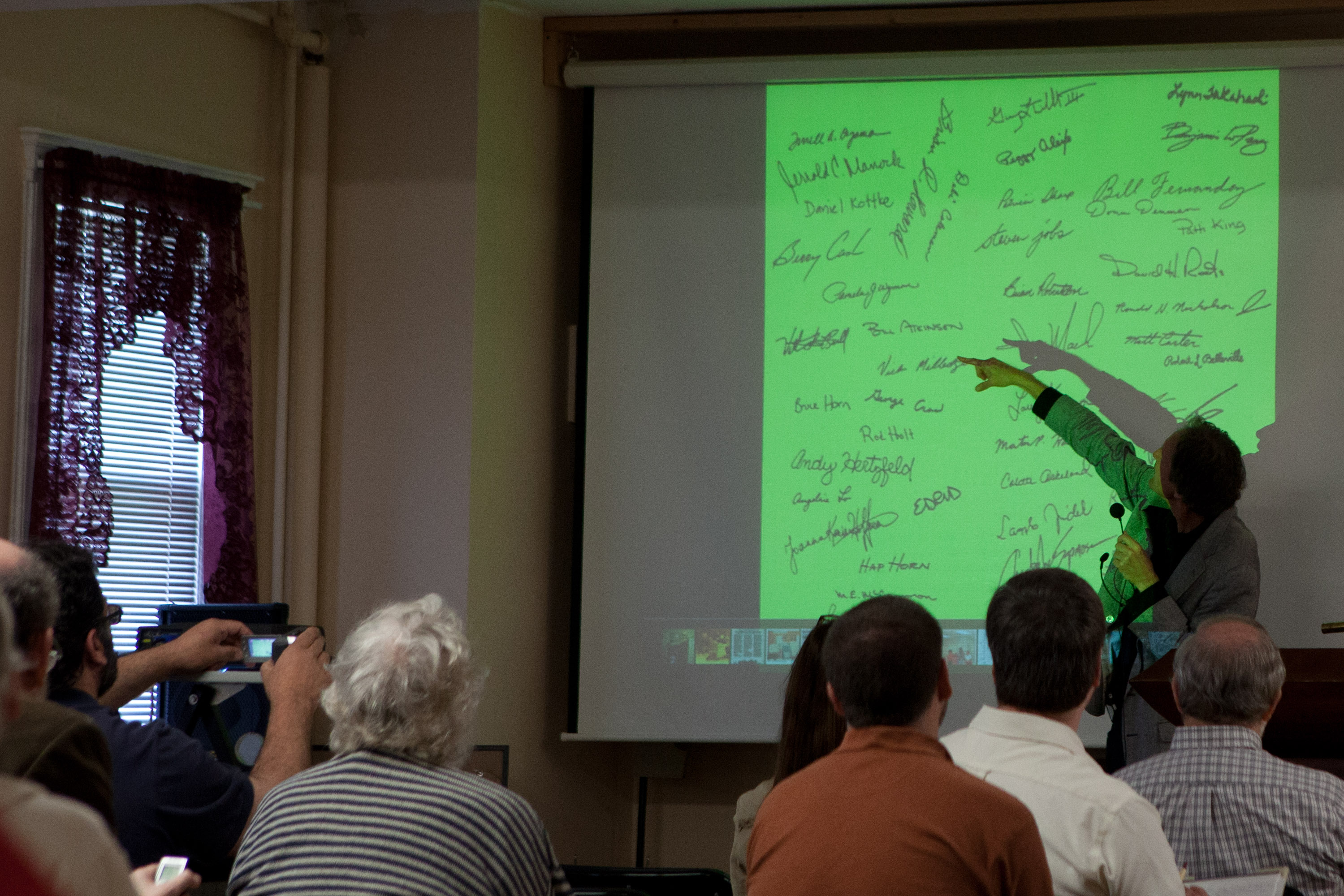
卡特基展示麥金塔外殼內牆的簽名，他的簽名在左上面

卡特基在1972年兼任里德學院的本科生時，第一次見到史提夫·喬布斯。1974年，卡特基和喬布斯去到印度尋求精神啟蒙，在奈尼塔爾修道院探訪Neem Karoli Baba。當他們到達Neem Karoli的修道院時，修道院幾乎被廢棄，因為Neem Karoli Baba於1973年9月去世了。然後他們長途跋涉到幹涸的河床上，到達Haidakhan Babaji的修道院。在印度，他們花了很多時間乘坐巴士從德里到北阿坎德邦和喜馬偕爾邦。
從印度回國後，卡特基在1975年轉入哥倫比亞學院，修讀文學和音樂專業。他與喬布斯一直保持聯繫，他們一起旅行到里德學院同學羅伯特·費里德蘭的大同農場（All One Farm）。

## 外部連結
- Edwards, Jim. These Pictures Of Apple's First Employees Are Absolutely Wonderful（页面存档备份，存于） – Business Insider, December 26, 2013.
- Mac@30 Rod Holt, Daniel Kottke and Woz discuss Early Apple（页面存档备份，存于）, Macintosh Anniversary, January 27, 2014.